# Gadolinium(III)-phosphat
Gadolinium(III)-phosphat ist das Gadoliniumsalz der Phosphorsäure.

## Darstellung
Gadolinium(III)-phosphat kann mithilfe von Phosphorsäure aus einer Gadolinium(III)-chlorid Lösung ausgefällt werden.
Eine weitere Möglichkeit zur Darstellung bietet die Reaktion von Gadolinium(III)-oxid mit Diammoniumhydrogenphosphat bei 1200 °C.
Es kann auch Gadolinium(III)-nitrat verwendet werden.

## Eigenschaften
Gadolinium(III)-phosphat bildet monokline Kristalle im Monazit Strukturtyp (Raumgruppe: P21/n) mit den Gitterparametern a = 666,9 pm, b = 686,8 pm, c = 635,1 pm, β = 103.92° und vier Formeleinheiten pro Elementarzelle.
Mit Natriumfluorid bildet sich oberhalb von 700 °C Na2GdF2PO4.